# Nová Bombaj
Nová Bombaj (maráthsky नवी मुंबई – Naví Mumbaí) je město v Indii, přesněji v Maháráštře, jednom z indických svazových států. Byla založena v roce 1971 jako plánované satelitní město Bombaje a k roku 2011 měla přes 1,1 miliónu obyvatel, což z ní dělá největší moderní plánované město na světě. Leží přibližně patnáct kilometrů východně od Bombaje, od kterého je oddělena mořským zálivem, přes který vede silniční i železniční most.
Hlavním letištěm pro Novou Bombaj je bombajské mezinárodní letiště Čhatrapatího Šivádžího.